# 47 Velorum
HD 73340 (HR 3413, E Velorum, 47 G. Velorum) é uma estrela na direção da Vela. Possui uma ascensão reta de 08h 35m 52.04s e uma declinação de −50° 58′ 10.8″. Sua magnitude aparente é igual a 5.79. Considerando sua distância de 466 anos-luz em relação à Terra, sua magnitude absoluta é igual a 0.01. Pertence à classe espectral B8 Si. É uma estrela variável Alpha2 Canum Venaticorum.